# 紀元前649年
紀元前649年（きげんぜん649ねん）は、西暦（ローマ暦）による年。紀元前1世紀の共和政ローマ末期以降の古代ローマにおいては、ローマ建国紀元105年として知られていた。紀年法として西暦（キリスト紀元）がヨーロッパで広く普及した中世時代初期以降、この年は紀元前649年と表記されるのが一般的となった。

## 他の紀年法
- 干支 : 壬申
- 日本
  - 皇紀12年
  - 神武天皇12年
- 中国
  - 周 - 襄王3年
  - 魯 - 僖公11年
  - 斉 - 桓公37年
  - 晋 - 恵公2年
  - 秦 - 穆公11年
  - 楚 - 成王23年
  - 宋 - 襄公2年
  - 衛 - 文公11年
  - 陳 - 宣公44年
  - 蔡 - 穆侯26年
  - 曹 - 共公4年
  - 鄭 - 文公24年
  - 燕 - 襄公9年
- 朝鮮
  - 檀紀1685年
- ユダヤ暦 : 3112年 - 3113年

## できごと

### 中国
- 揚・拒・泉・皋・伊・雒の戎が連合して周を攻撃し、王城に侵入してその東門を焼いた。諸戎の侵攻は王子帯の招いたものであった。秦と晋が戎を討ち、周を救援した。
- 晋の恵公が周と戎を講和させた。
- 楚軍が黄を攻撃した。